# Mimusops caffra
Mimusops caffra är en tvåhjärtbladig växtart som beskrevs av Ernst Meyer och A.Dc. Mimusops caffra ingår i släktet Mimusops och familjen Sapotaceae. Inga underarter finns listade i Catalogue of Life.

## Bildgalleri

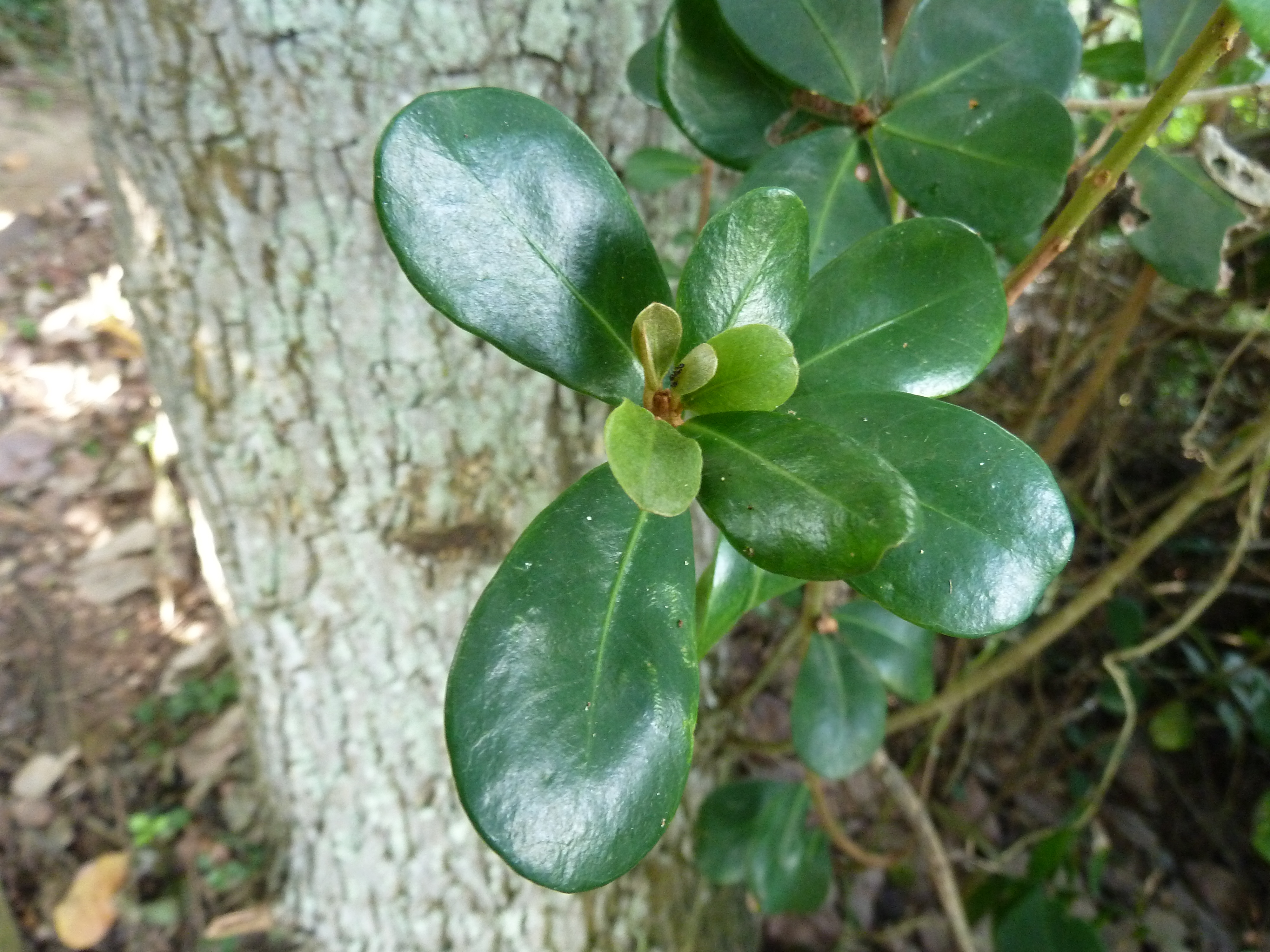
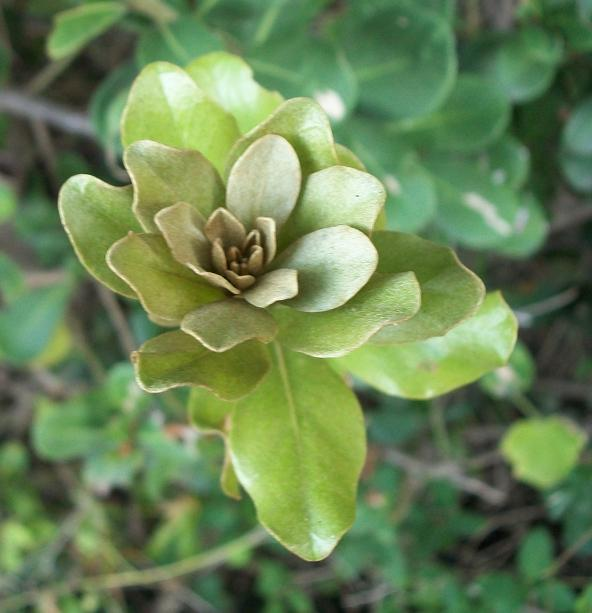
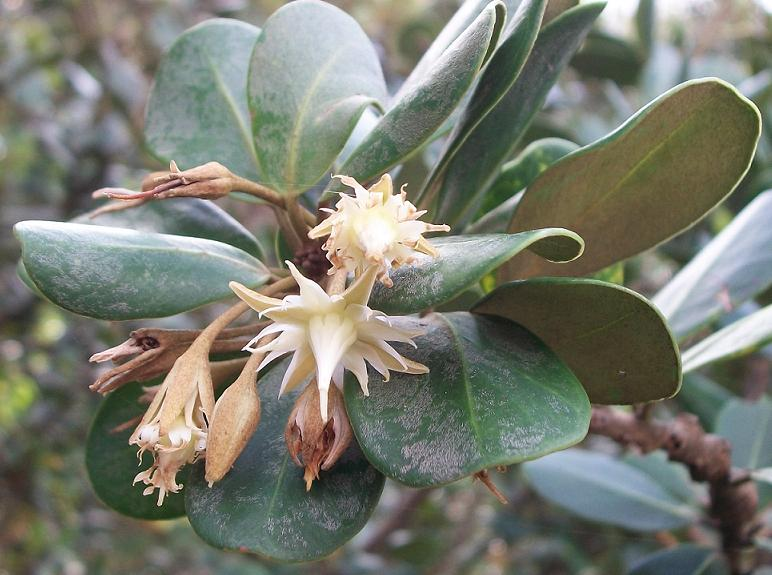
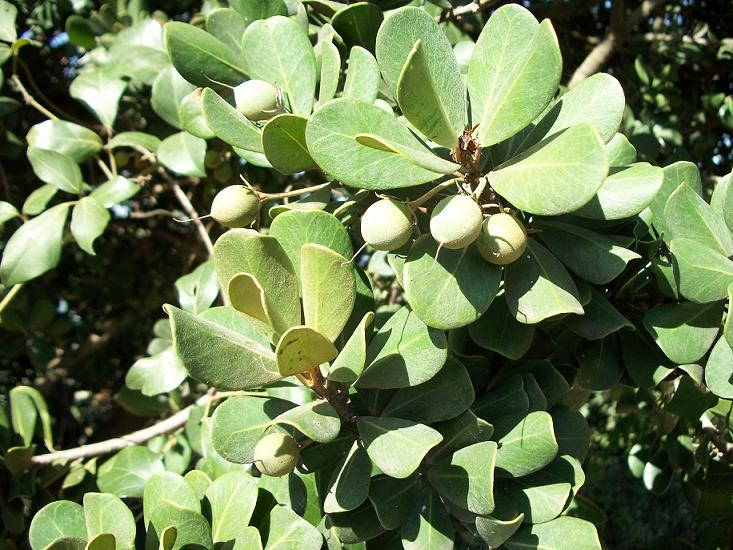
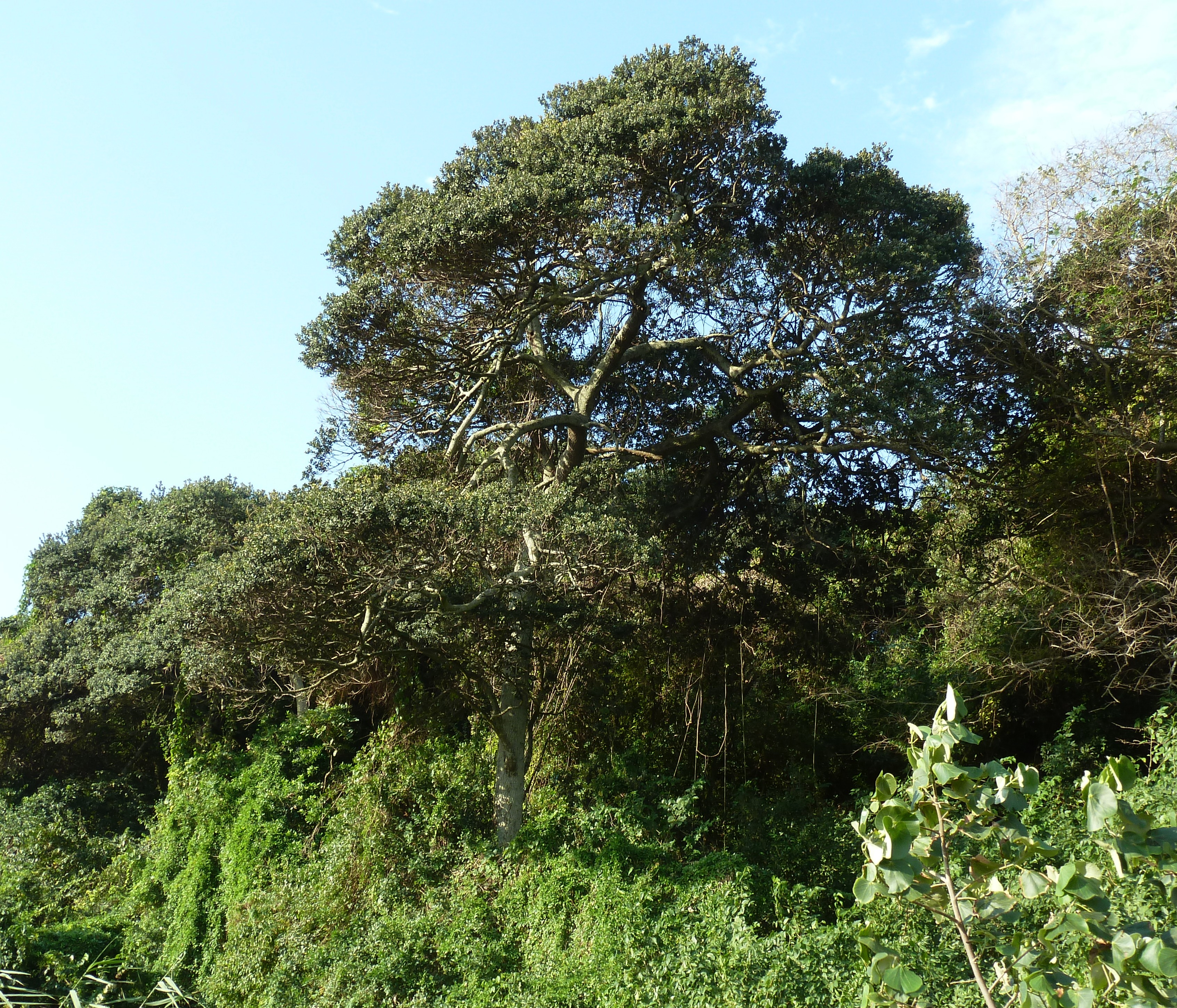
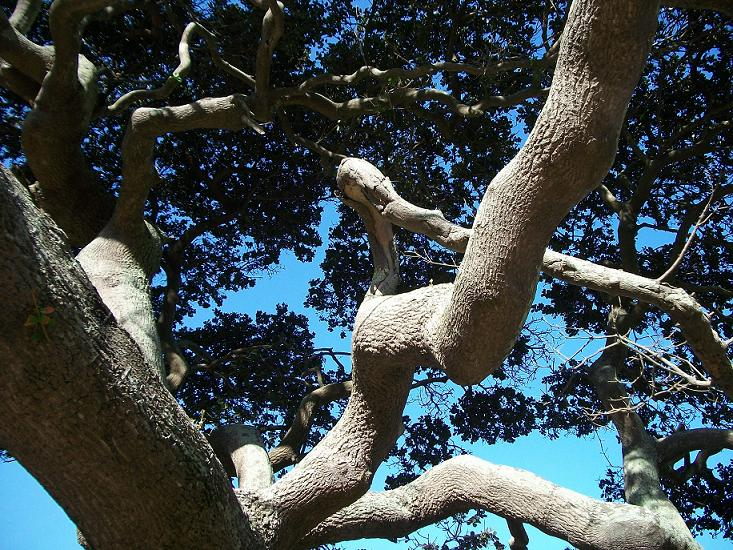